# Del Close
Del Close (n. 9 martie 1934, Manhattan, Kansas – d. 4 martie 1999, Chicago, Illinois) a fost un actor american, scriitor și profesor, care a lucrat în aceste domenii în perioada 1960–1999.  

## Elevi notabili
| - Dan Aykroyd - James Belushi - John Belushi - Matt Besser - Heather Anne Campbell - John Candy - Stephen Colbert - Andy Dick - Brian Doyle-Murray - Rachel Dratch - Chris Farley - Tina Fey - Neil Flynn - Aaron Freeman | - Jon Glaser - Wavy Gravy - Tim Kazurinsky - David Koechner - Shelley Long - Adam McKay - Tim Meadows - Susan Messing - Jerry Minor - Bill Murray - Joel Murray - Mike Myers - Bob Odenkirk - Tim O'Malley - David Pasquesi | - Amy Poehler - Gilda Radner - Harold Ramis - Ian Roberts - Andy Richter - Mitch Rouse - Horatio Sanz - Amy Sedaris - Brian Stack - Eric Stonestreet - Miles Stroth - Dave Thomas - Matt Walsh - Stephnie Weir - George Wendt |

## Filmografie (ca actor)
- 1998-2000: Upright Citizens Brigade (serial TV), rolul: Narator
- 1997 Mommy's Day, rolul: Warden
- 1992 The Public Eye, rolul: H.R. Rineman
- 1990 Opportunity Knocks, rolul: Williamson
- 1989 Fat Man and Little Boy, rolul: Dr. Kenneth Whiteside
- 1989 Next of Kin, rolul: Frank
- 1989 Dream Breakers (film de televiziune), rolul: Dr. Stone
- 1988 Picătura, rolul: Reverend Meeker
- 1987 Sable (serial TV), rolul: Middlebury
- 1987 The Big Town, rolul: Deacon Daniels
- 1987 The Untouchables, rolul: Alderman
- 1987 Light of Day , rolul:Dr. Natterson
- 1986 One More Saturday Night , rolul: Mr. Schneider/Large Tattooed Man
- 1986 Ferris Bueller's Day Off , rolul: Profesor de engleză
- 1985 First Steps (film de televiziune), rolul: Zoolog
- 1981 Thief, rolul: Mecanic #1
- 1976 The Last Affair
- 1973 American Graffiti, rolul: Omul de la bar
- 1972 Beware! The Blob, rolul: Hobo Wearing Eyepatch
- 1972 Gold, rolul: Hawk (ca Del Clos)
- 1965-1966 My Mother the Car (serial TV)
- 1965 Get Smart (serial TV), rolul: Dr. Minelli
- 1964 Goldstein
- 1960 Armstrong Circle Theatre (serial TV)